# Grand Prix de la Magne
Le Grand Prix de la Magne est une course cycliste belge disputée au mois d'août autour de la commune de Soumagne, en province de Liège.

## Présentation
Cette compétition est organisée par le Club Cycliste Les Amis du Hawy
Autrefois disputée durant les années 1960, de grands champions comme Eddy Merckx ou Roger De Vlaeminck s'y sont imposés. Après une longue interruption, la course est relancée en 2012 par le club "Les Amis du Hawy".
L’édition 2019 n'a pas lieu.

## Palmarès depuis 2012
| Année | Vainqueur          | Deuxième          | Troisième        |
| ----- | ------------------ | ----------------- | ---------------- |
| 2012  | Jimmy Janssens     | Jérôme Giaux      | Dylan Teuns      |
| 2013  | Floris Gerts       | Jérôme Baugnies   | Laurens Poelman  |
| 2014  | Aimé De Gendt      | Gianni Marchand   | Bas Tietema      |
| 2015  | Floris Gerts       | Tom Vermeer       | Emiel Planckaert |
| 2016  | Pascal Eenkhoorn   | Daniel Gardner    | Bas Tietema      |
| 2017  | Brecht Stas        | Robby Cobbaert    | Lennert Teugels  |
| 2018  | Mathijs Paasschens | Maxime De Poorter | Adam Lewis       |
| 2019  | annulé             | annulé            | annulé           |